# 重光紀念日

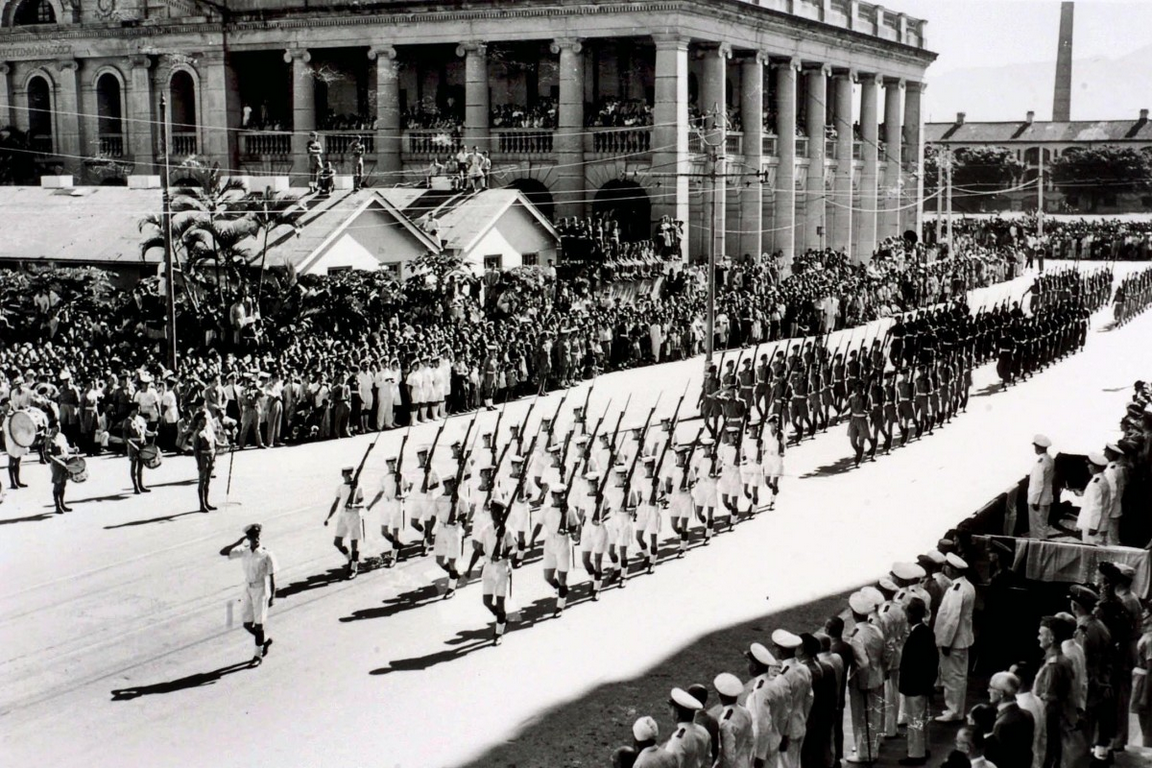
1945年10月，駐港英軍在香港島中區舉行對日戰爭勝利閱兵

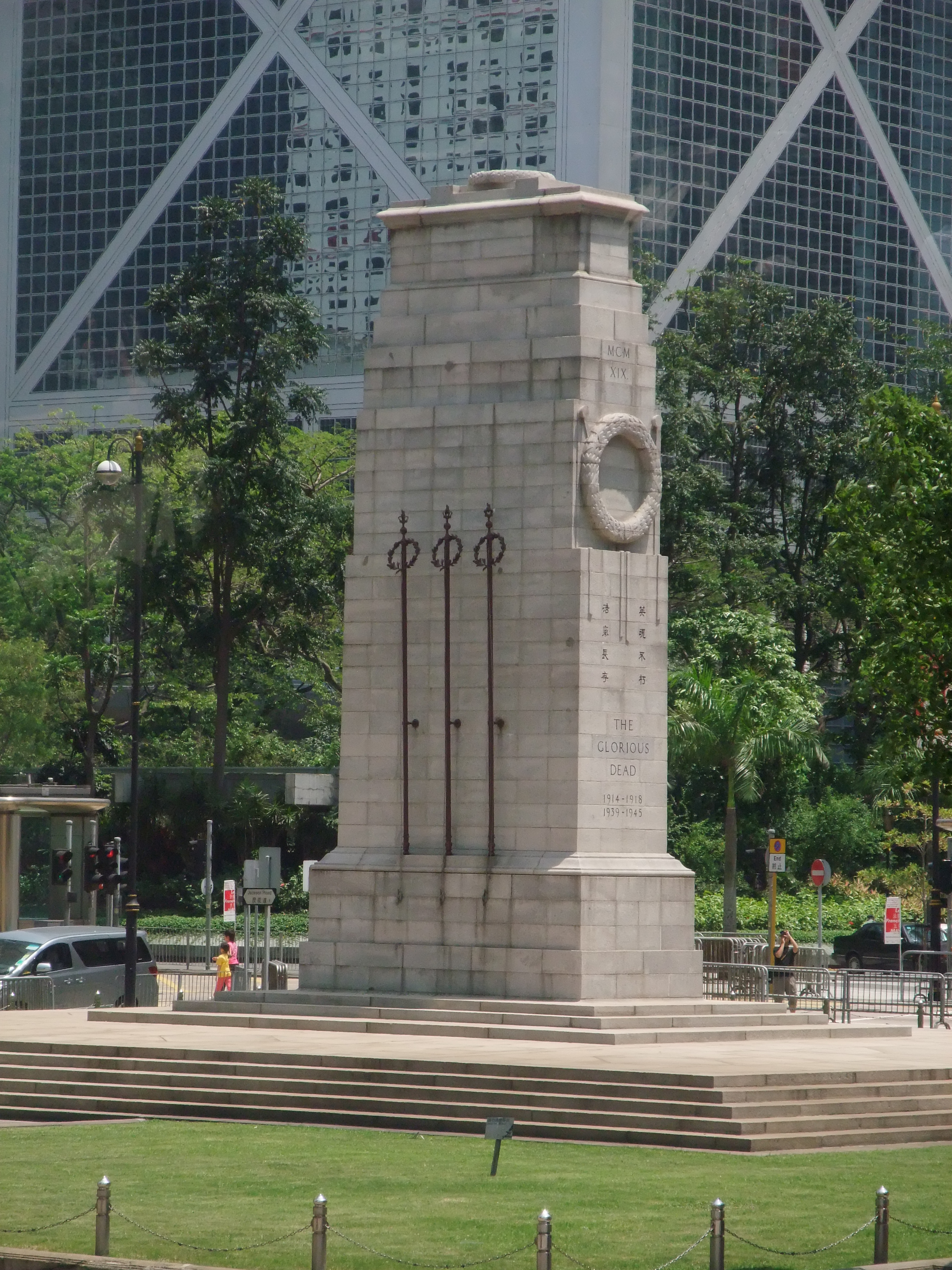
皇后像廣場的和平紀念碑

重光紀念日（英語：Liberation Day，又曾被譯爲「光復紀念日」及「解放紀念日」）是紀念盟軍在第二次世界大戰中擊敗日本取得勝利，英國皇家海軍於1945年8月30日解放日佔香港，結束長達三年零八個月的香港日佔時期，英國恢復在香港行使主權的日子，英屬香港政府於1946年將8月30日定爲慶祝日佔時期結束的周年紀念日，同時將紀念日列入香港公眾假期，於每年的當天舉行悼念戰爭死難者的活動，1983年起紀念日改爲在每年8月最後的星期一及之前的星期六，直至1997年7月因主權移交的關係而被取消，但當天的公眾假期仍以「抗日戰爭勝利紀念日」爲名義維持兩年至1998年，至1999年該假日被取消及將相關活動合併到重陽節進行。

## 歷史背景

### 香港淪陷及重光
1941年12月8日，日本帝國發動太平洋戰爭，日軍突襲美國海軍基地珍珠港數小時後執行南方作战攻打東南亞，日軍入侵香港，香港保衛戰爆發。
1941年12月25日，經歷18天激戰後，香港守軍在香港島的英軍最後防線逐漸瓦解，香港總督楊慕琦決定投降，香港淪陷進入日佔時期。
1945年8月15日，日本廣播協會播放昭和天皇預錄的終戰詔書，日本接受中英美蘇發出的波茨坦公告並無條件投降，第二次世界大戰结束亦代表長達三年零八個月的香港日佔時期終告結束，在同盟國及日本政府代表於9月2日簽署日本投降書前，由英國皇家海軍夏慤少將指揮的艦隊於8月30日抵達維多利亞港，宣告香港重光，英國恢復在香港的統治。9月16日，夏愨少將代表中國戰區及英國接受日本陸軍岡田梅吉少將和海軍藤田类太郎中將投降，並在中國代表潘華國少將、美國代表威廉臣上校及加拿大代表凱氏上校見證下，於香港總督府簽署香港的受降文件。
1946年，英屬香港政府將8月30日定為「重光紀念日」（曾譯作光復紀念日），並列入香港公眾假期，以紀念英國於1945年8月30日正式重新管治香港，並悼念在香港保衞戰為香港捐軀的將士。1968年，紀念日改定於8月第一個星期一及8月最後的星期一。1983年，紀念日改定於8月最後的星期一之前一個星期六、及8月最後的星期一。

### 主權移交後的安排
在1997年7月1日香港主權移交給中華人民共和國之前，香港特別行政區籌備委員會已在1997年4月，安排在7月1日才運作的臨時立法會暫停重光紀念日及其他與英國皇室相關的公眾假期。重光紀念日公眾假期在香港主權移交後被取消，新增性質類似的抗日戰爭勝利紀念日為公眾假期（不是法定假日），設於8月第3個星期一，但只實行了1997年及1998年兩年。
1998年9月9日，通過《1998年假期（修訂）條例草案》包含廢除抗日戰爭勝利紀念日公眾假期（即是1997年7月1日前稱的「重光紀念日」公眾假期）。
1999年，政府新增勞動節和佛誕2天公眾假期（勞動節1999年已屬法定假期，但佛誕要等到2022年），為免公眾假期太多而造成經濟衝擊，重光紀念日不再是公眾假期，該法案的主要目的是由1999年起，以勞動節（5月1日）和佛誕（農曆四月八日）取代1997年及1998年的其中兩天公眾假期，即抗日戰爭勝利紀念日（8月第三個星期一）及10月2日（國慶日翌日），重光紀念日名義上與重陽節「合併」，並改於每年11月第2個星期日的和平紀念日，在中環皇后像廣場的和平紀念碑舉行紀念活動，並與第一次世界大戰結束同時紀念，而紀念「為保衞香港而捐軀之人士」的儀式改在重陽節舉行。

## 儀式
重光紀念日的悼念儀式在英屬香港時期是十分莊嚴而隆重，港督與各主要政府部門首長、聖公會及天主教香港主教、現役與退伍軍人均會參與，外國駐港領事、英聯邦成員國軍人代表也到場獻上花圈，之後吹號角及默哀兩分鐘，最後由現役軍人列隊以步槍向天鳴槍三響結束。
現時，重光紀念儀式由義勇軍會及第二次世界大戰退伍軍人會負責，在最近8月15日（日本宣佈投降）或8月尾的星期日舉行，有獻花，無鳴槍。特區政府則在重陽節在香港大會堂紀念花園紀念為香港戰死的人，有獻花及鳴槍。
除了在香港大會堂紀念花園的儀式，在西灣國殤紀念墳場亦有退伍軍人等團體舉辦悼念捐軀軍人的活動，部分國家的駐港領事也有出席悼念儀式。

## 其他紀念日
1945年9月2日，在美國海軍密蘇里號戰艦上，包括中華民國在內的同盟國代表見證下，日本政府及軍方代表簽署降伏文書，翌日（9月3日）被中華民國政府定為對日戰爭勝利紀念日，及後於1955年起將9月3日定為中華民國軍人節。中華人民共和國在2014年2月27日將9月3日定為抗日戰爭勝利紀念日。
2014年8月26日，香港特區政府突然宣佈將於每年9月3日及12月13日舉行官方儀式，分別紀念「中國人民抗日戰爭勝利」及悼念南京大屠殺死難者，但兩者的概念有別，亦與紀念香港日佔時期結束的「抗日戰爭勝利紀念日」前稱「重光紀念日」，以及紀念兩次大戰結束並悼念戰爭死難者之「和平紀念日」的性質不同。

## 悼念活動

### 2020年
2020年8月31日為「重光紀念日」75周年，香港大學學生會發起悼念儀式，大會堂紀念龕因「限聚令」被圍封，故活動移師至中環和平紀念碑獻花。警方一度到場戒備，截查學生會代表和警告在場人士涉嫌違反限聚令。同日在西灣國殤紀念墳場亦有悼念儀式。

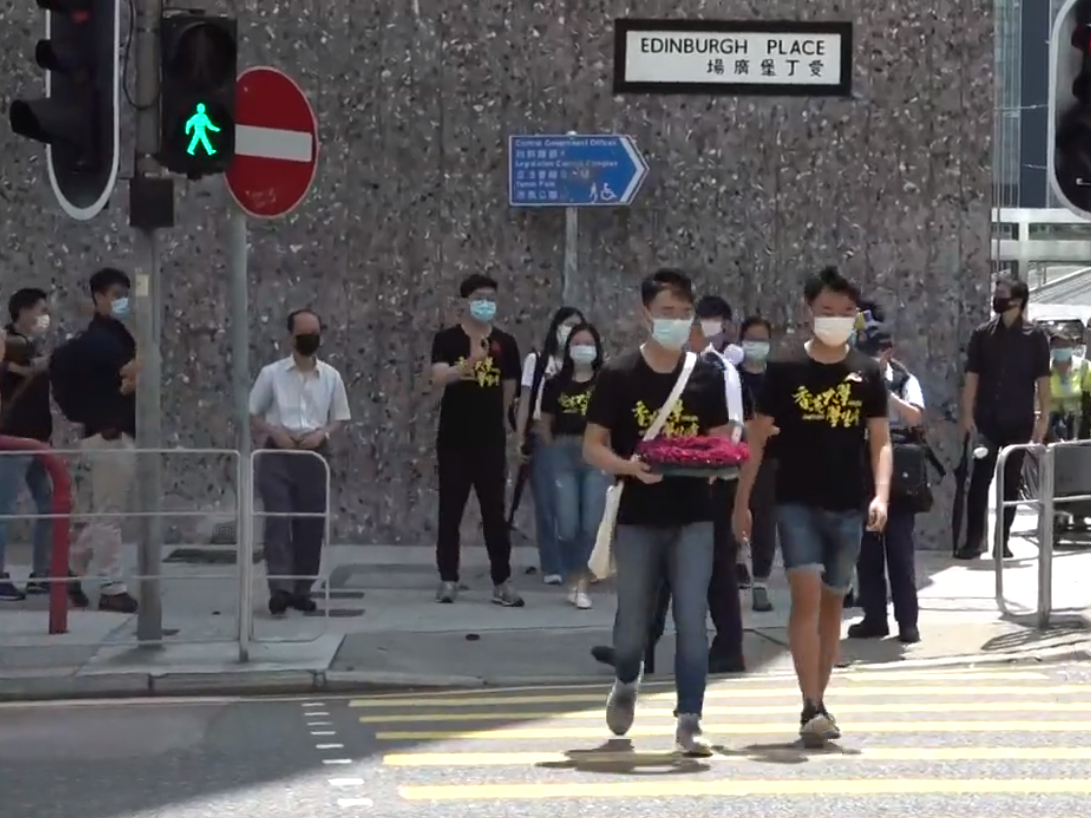
學生會成員由香港大會堂往和平紀念碑獻花
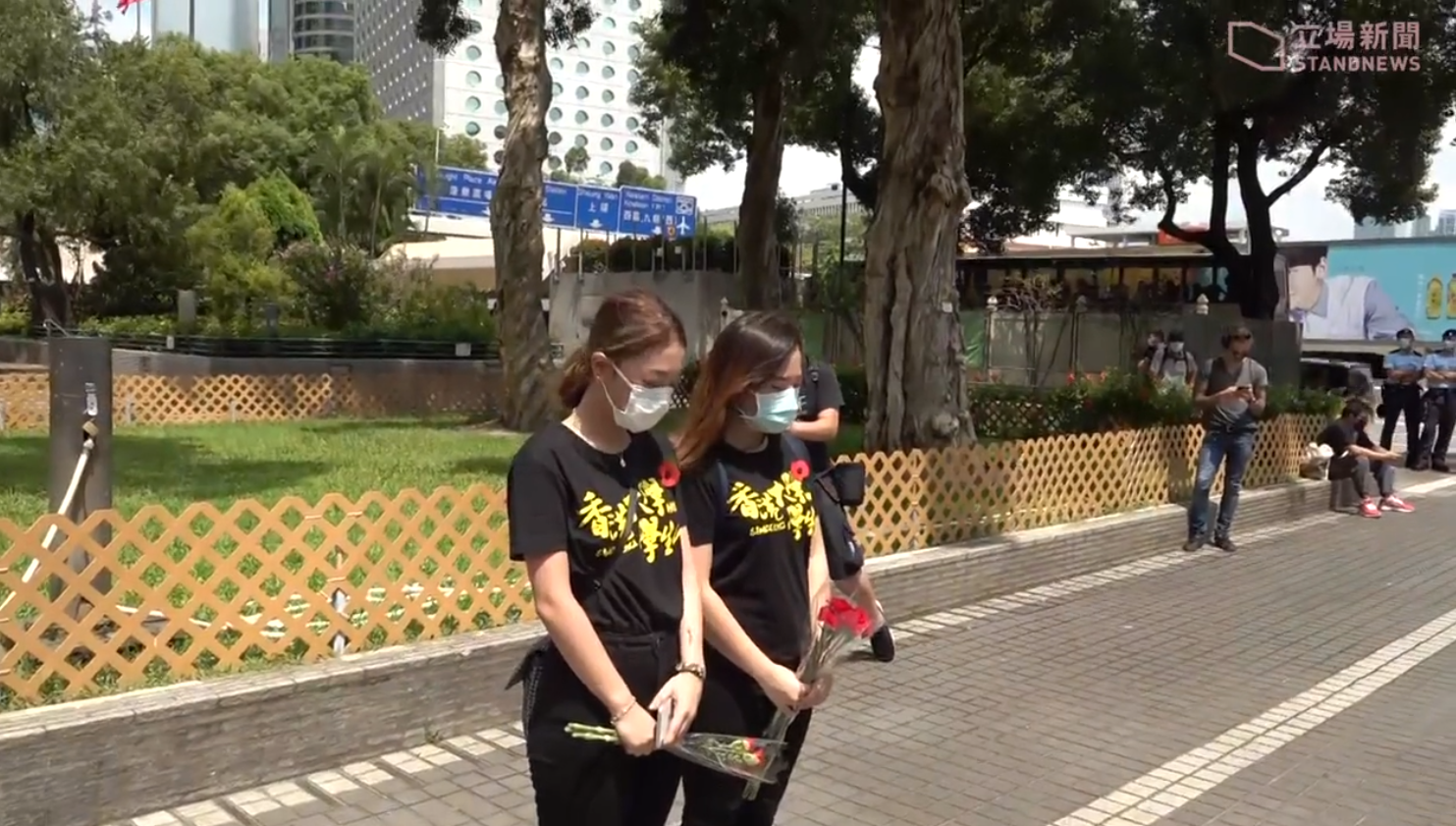
學生會會長葉芷琳和代表進行默哀儀式
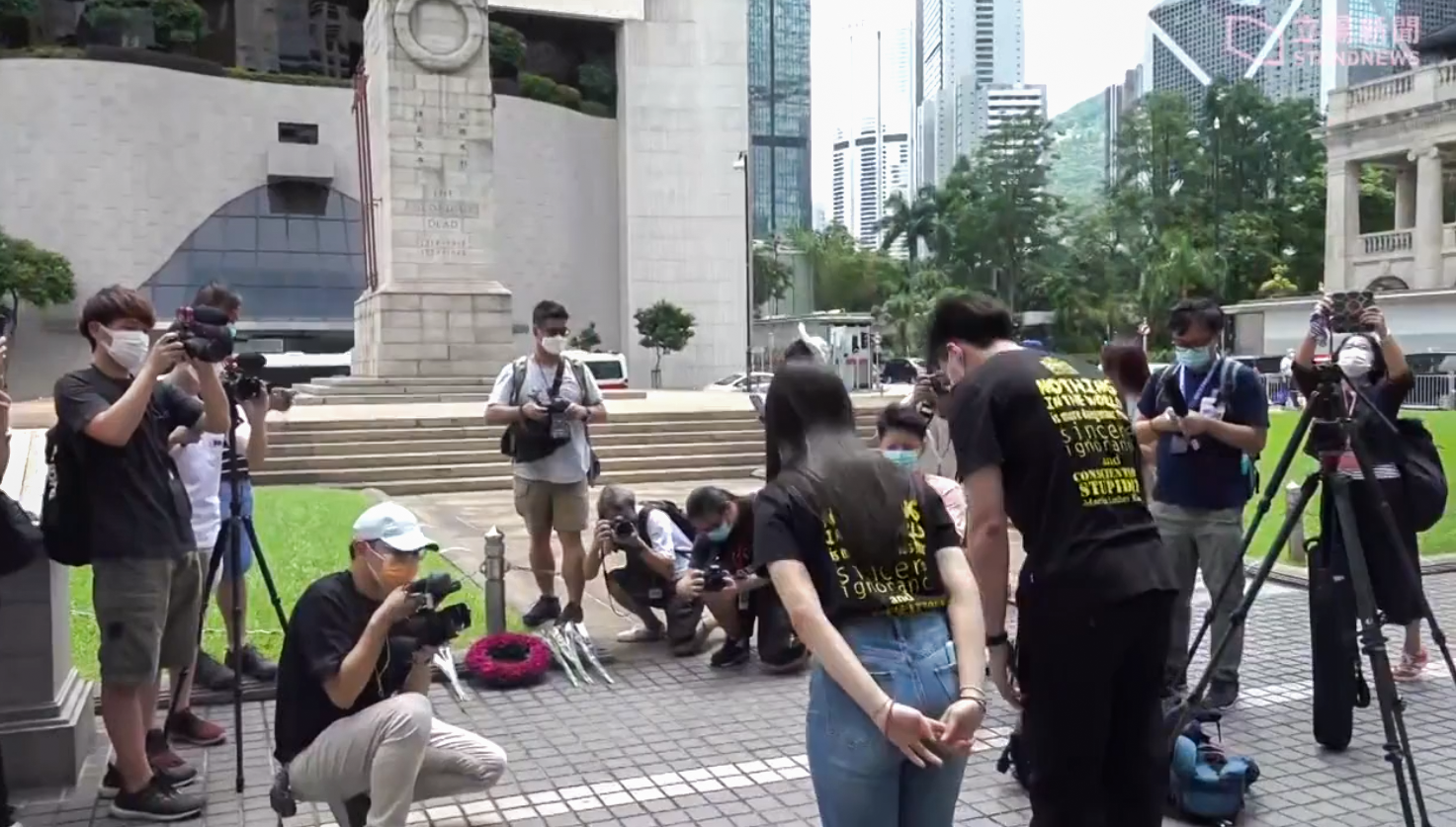
香港大學學生會代表獻花
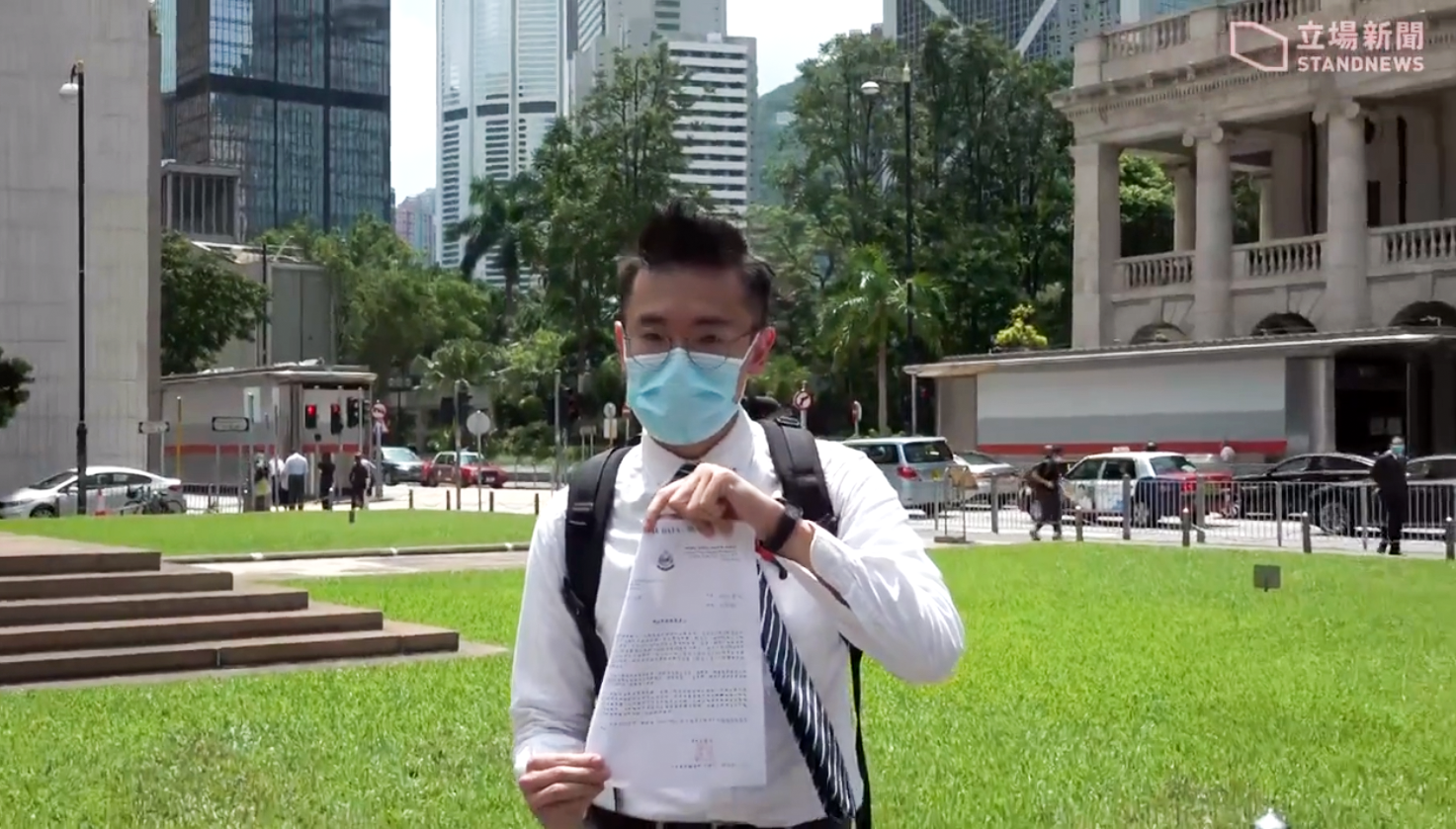
中西區區議員梁晃維亦有到場參與儀式，警員向他發出「禁止羣組聚集事宜」警告信

### 2021年
2021年8月29日，香港陸軍服務團協會在西灣國殤紀念墳場舉行「重光紀念日」76周年悼念儀式，悼念在香港保衛戰期間為香港捐軀的將士，多個國家的駐港領事館派出代表出席儀式，有數十名市民到場觀禮。天文台在當日曾經發出黃色暴雨警告，在儀式舉行期間現場一度下起滂沱大雨，但多國駐港領事館及總商會代表仍然冒雨致送花圈，退伍的香港英兵及二戰退伍軍人的後人亦到場出席儀式。

## 外部連結
维基共享资源上的相關多媒體資源：重光紀念日